# Marianka (województwo lubuskie)
Marianka – osada w Polsce położona w województwie lubuskim, w powiecie żarskim, w gminie Brody.  
W latach 1975–1998 miejscowość administracyjnie należała do województwa zielonogórskiego.
Przez wieś przebiega droga wojewódzka nr 289.